# Greg Sanders
Gregory « Greg » Hojem Sanders est un personnage fictif incarné par l'acteur Eric Szmanda dans la série télévisée américaine Les Experts (CSI : Crime Scene Investigation en anglais).

## Biographie
D'abord brillant technicien ADN au laboratoire scientifique, il intègre l'équipe de nuit au cours de la saison 5, quittant ainsi son affectation initiale. Cela représente une perte de salaire, mais, comme il l'avoue à Grissom, l'argent ne figure pas en tête de ses priorités. Greg était un enfant précoce. Il est bachelier en chimie de l'université de Berkeley. Il a toujours bâclé ses travaux la veille (voire le matin même) de la remise. Dans un épisode de la saison 5, Sara a une fois mentionné qu'il était encore puceau lorsqu'il fut admis à l'université, ce à quoi il n'a pas répondu, ce qui laisse croire qu'elle disait vrai. Cependant, il semble avoir été très « festif » à l'université.
La mère de Greg désirait quatre enfants et n'en a eu qu'un. Elle est donc extrêmement protectrice et, pour cela, il a caché à ses parents son changement de poste. C'est aussi pour cela qu'il n'a jamais pu faire partie d'une équipe sportive à l'école. Greg s'est retrouvé à deux occasions à l'hôpital : une fois lorsqu'il expérimentait en laboratoire et qu'une explosion s'est produite causée par une négligence de Catherine (Liaison fatale), la seconde lorsqu'il opérait sur le terrain et a tenté de sauver un homme. D'ailleurs, il semble que ses parents n'approuvaient pas la plupart de ses choix, puisqu'ils n'étaient pas non plus d'accord avec le fait qu'il se tourne vers les sciences, car, selon eux, c'était pour les débiles.
Greg a éprouvé une attirance pour Catherine et également pour Sara. Au laboratoire, il a démontré une méthode de travail assez déroutante : il adore, entre autres, écouter du métal (comme Marilyn Manson) en procédant à ses analyses. Il est cependant doué d'une redoutable efficacité, même s'il collectionne les pièces de monnaie. Greg est très agréable, même si parfois ses « blagues » tombent à plat.